# Todima fulvicincta
Todima fulvicincta is een keversoort uit de familie somberkevers (Zopheridae). De wetenschappelijke naam van de soort werd in 1922 gepubliceerd door Elston.